# Sport Club Ulbra Ji-Paraná
El Sport Club Ulbra Ji-Paraná fue un equipo de fútbol de Brasil que jugó en el Campeonato Rondoniense, la máxima categoría del estado de Rondonia, y en el Campeonato Brasileño de Serie C, la tercera división de fútbol en el país.

## Historia
Fue fundado el 1 de mayo de 2005 en el municipio de Ji-Paraná por el Centro Universitario Luterano de Ji-Paraná como un equipo hermano del Sport Club Ulbra del estado de Río Grande del Sur, y ambos equipos pertenecieron a la Universidad Luterana de Brasil.
En su primer año de existencia se convierte en campeón de la segunda división estatal, y con ello logra el ascenso al Campeonato Rondoniense de 2006. En ese año se convierte en campeón estatal por primera vez venciendo en la final al Vilhena Esporte Clube logrando la clasificación al Campeonato Brasileño de Serie C de ese año y a la Copa de Brasil de 2007, su primera aparición en una competición a escala nacional.
En la tercera división nacional es eliminado en la primera ronda al terminar en último lugar de su zona, pero quedando a tres puntos de la clasificación; mientras que en la Copa de Brasil supera la primera ronda al eliminar 4-1 al Santa Cruz del estado de Pernambuco, con lo que fue el primer equipo del estado de Rondonia en vencer a un rival del Campeonato Brasileño de Serie B en condición de visitante; pero es eliminado en la segunda ronda 2-3 por el Coritiba del estado de Paraná. En el Campeonato Rondoniense es campeón por segunda ocasión tras ganar el octogonal final, y con ello logra la clasificación a la Copa de Brasil y al Campeonato Brasileño de Serie C para 2008.
El club participa por segunda ocasión en la Copa de Brasil en 2008, donde es eliminado 2-4 por la Portuguesa Santista del estado de Sao Paulo, momento en el que iniciaron los problemas en el club, aunque los maquillaron al ganar el título estatal de ese año por tercera ocasión consecutiva al ganar la fase final, pero cuando iba a iniciar el Campeonato Brasileño de Serie C en ese año los patrocinadores abandonaron al club, quedando sin fondos para jugar en la tercera división nacional, la cual tuvieron que abandonar y en modo de solidaridad, los demás equipos del estado de Rondonia rehusaron participar.
Luego de que en 2008 se oficializara la creación del Campeonato Brasileño de Serie D, desapareciendo en septiembre de ese año porque la institución no tenía los recursos para modernizar sus instalaciones.

## Palmarés
- Campeonato Rondoniense: 3

2006, 2007, 2008
- Campeonato Rondoniense de Segunda División: 1

2005